# روماسانتا
روماسانتا (اسپانیایی: Romasanta‎) یک فیلم ترسناک به کارگردانی پاکو پلاسا است که در سال ۲۰۰۴ منتشر شد.

## گزیدهٔ بازیگران
- جولیان سندز
- السا پاتاکی
- جان شاریان
- ایوانا باکرو